# Queensland Heritage Register
Das Queensland Heritage Register ist die amtliche Liste von Stätten, die von der Regierung des australischen Bundesstaates Queensland mit dem Queensland Heritage Act 1992 unter Denkmalschutz gestellt wurden. Das Register wird unterhalten vom Queensland Heritage Council. Zum Stichtag 10. Dezember 2023 sind 1797 Objekte im Queensland Heritage Register eingetragen, darunter die Story Bridge in Brisbane und der Ross River Meatworks Chimney in Townsville.

## Kriterien
Zur Eintragung eines Objektes muss es zunächst vorgeschlagen werden und dann einen Bewertungsprozess durchlaufen, wobei es für die Eintragungen drei unterschiedlich zu bewertenden Kategorien gibt:
- State Heritage Place (der häufigste Typ eines Eintrage), z. B. das Charters Towers Courthouse
- Archaeological Place, etwa der First Brisbane Burial Ground in der Umgebung der Skew Street, Brisbane
- Protected Area, darunter das Schiffswrack der SS Marloo in K'gari

### Kriterien zur Eintragung als State Heritage Place
Zur Eintragung als State Heritage Place on the Queensland Heritage Register muss die Stätte eines der folgenden Kriterien erfüllen:
- es zeigt die Entwicklungen oder Muster der Geschichte von Queensland auf
- es hat seltene, ungewöhnliche oder gefährdete Aspekte des kulturellen Erbes von Queensland
- es trägt zum Verständnis der Geschichte von Queensland bei
- es ist ein gut erhaltenes Beispiel eines bestimmten Typs von Kulturgut
- es ist wegen seiner Ästhetik von Bedeutung
- es zeugt von hohem Standard oder technischem Fortschritt in Bezug auf die Periode seiner Entstehung
- es ist bedeutend aus sozialen, kulturellen oder spirituellen Gründen für eine bestimmte Community oder kulturelle Gruppe
- es ist verbunden mit dem Leben oder dem Werk von wichtigen Personen, Gruppen oder Organisationen der Geschichte Queenslands

### Kriterien zur Eintragung als Archaeological Place
Zur Berücksichtigung als Archaeological Place on the Queensland Heritage Register muss die Stätte das Potential aufweisen, einen Artefakt zu beinhalten, der Informationen vermitteln könnte zur Geschichte von Queensland. Wenn eine Stätte schon als State Heritage Place eingetragen ist, kann sie nicht noch einmal separat als ein Archaeological Place eingetragen werden.

### Protected Areas
Eine Protected Area muss durch eine gesetzliche Verordnung festgelegt werden; es gibt kein explizites Kriterium hierbei, außer der großen Bedeutung für das Kulturerbe. Der Zugang zu einer Protected Area ist verbunden mit einem System von Genehmigungen, die ein hohes Maß an Schutz erlaubt.

## Format des Registers
Ein Eintrag in das Queensland Heritage Register muss die folgenden Informationen enthalten:
- Informationen zur Lage
- die Geschichte der Stätte
- eine Beschreibung der Stätte
- ggf. ob es Gegenstand einer Vereinbarung zum Kulturerbe ist
- bei State Heritage Places, welche Bedingungen für State Heritage Places erfüllt sind
- bei Archaeological Places, welche Bedingungen für Archaeological Places sind
- bei Protected Areas, muss eine Stellungnahme zur Bedeutung des kulturellen Erbes vorhanden sein, durch die der Schutz erforderlich ist

## Andere Register des Kulturerbes
Die Stätten können auch in anderen Listen enthalten sein, wie beispielsweise die Commonwealth National Heritage List, die vom Australian Heritage Council unterhalten wird.
Im Abschnitt 113 des Queensland Heritage Act 1992 ist festgelegt, dass alle lokalen Local Government Areas in Queensland eine örtliche Liste führen muss; das Brisbane Heritage Register ist ein solches Beispiel.

## Belege
1. ↑  Queensland Heritage Register. Queensland Heritage Council, abgerufen am 10. Dezember 2023 (australisches Englisch).
2. 1 2 3 4  Queensland Heritage Register. Queensland Government, abgerufen am 10. Dezember 2023 (australisches Englisch).
3. ↑  Queensland Heritage Act 1992 – Sect 113. In: Queensland Consolidated Acts. Queensland Government, abgerufen am 14. September 2023 (australisches Englisch).